# Quân đội Đế quốc La Mã
Quân đội Đế quốc La Mã là lực lượng vũ trang được triển khai bởi các đế chế La Mã trong thời kỳ Nguyên thủ (30 TCN - 284). Theo người sáng lập-hoàng đế Augustus (trị vì 30 TCN - 14), các quân đoàn, được hình thành số khoảng 5.000 bộ binh hạng nặng được tuyển dụng từ các công dân La Mã. Các binh sĩ của quân đội đế quốc La Mã đều là những quân nhân chuyên nghiệp và họ tình nguyện tham gia phục vụ 25 năm trong quân ngũ. Nhiệm vụ chính của quân đội La Mã vào đầu thời kì đế quốc đầu đó là bảo vệ nền Thái bình La Mã (Pax Romana).  Ba bộ phận chính của quân đội đó là:
- Các đơn vị đồn trú tại Rome, trong đó bao gồm cả lực lượng vệ binh hoàng gia và vigile, những người có vai trò như là cảnh sát và nhân viên cứu hỏa;
- Quân đội ở các tỉnh, bao gồm cả các quân đoàn La Mã và các đạo quân trợ chiến được cung cấp bởi các tỉnh (auxilia);
- Hải quân.

Trong và sau cuộc nội chiến, Octavianus giảm số lượng to lớn của các Binh đoàn Lê dương La Mã (gồm hơn 60 Binh đoàn) xuống còn 28 Binh đoàn - một con số dễ chấp nhận và kiểm soát hơn nhiều. Một số Binh đoàn bị ngờ vực về sự trung thành chỉ đơn giản là bị sa thải. Các Binh đoàn khác được hợp nhất - sự thật này được gợi nên qua biệt hiệu Gemina (Anh em song sinh).
Năm 9, các bộ tộc German tận diệt ba Binh đoàn La Mã trong trận rừng Teutoburg. Thảm họa này giảm số lượng các Binh đoàn xuống còn 25. Sau này, tổng số các Binh đoàn sẽ lại được tăng lên và trong vòng 300 năm sau, La Mã luôn luôn có chừng trên dưới 30 Binh đoàn.
Augustus cũng thành lập đội Cận vệ của Hoàng đế La Mã (Praetoriani): chín cohorts có vẻ là để gìn giữ nền hòa bình chung và đóng quân tại Ý. Được trả lương hậu hĩnh hơn các Binh đoàn, các Cận vệ cũng phục vụ ngắn hạn hơn; thay vì phục vụ theo thời gian tiêu chuẩn của các Binh đoàn là 25 năm, họ về phép sau 16 năm tại nhiệm.
Tuy quân trợ chiến (tiếng Latinh: auxilia = những hỗ trợ) không nổi danh các Binh đoàn, họ có tầm quan trọng không nhỏ. Khác với các Binh đoàn, quân trợ chiến được tuyển mộ từ người không có quyền công dân. Được tổ chức trong các đơn vị nhỏ hơn gồm toàn là lính cohort, họ được trả thù lao ít hơn các Binh đoàn, và sau 25 năm phục vụ trong quân đội, họ cùng các con mình được trao quyền công dân La Mã. Theo Tacitus quân trợ chiến cũng có số lượng xấp xỉ bằng các Binh đoàn. Từ thời điểm đó La Mã có 25 Binh đoàn với khoảng 5.000 lính, ta suy ra quân trợ chiến cũng có chừng khoảng 125.000 binh sĩ, vậy là có xấp xỉ 250 trung đoàn trợ chiến.

## Sử liệu

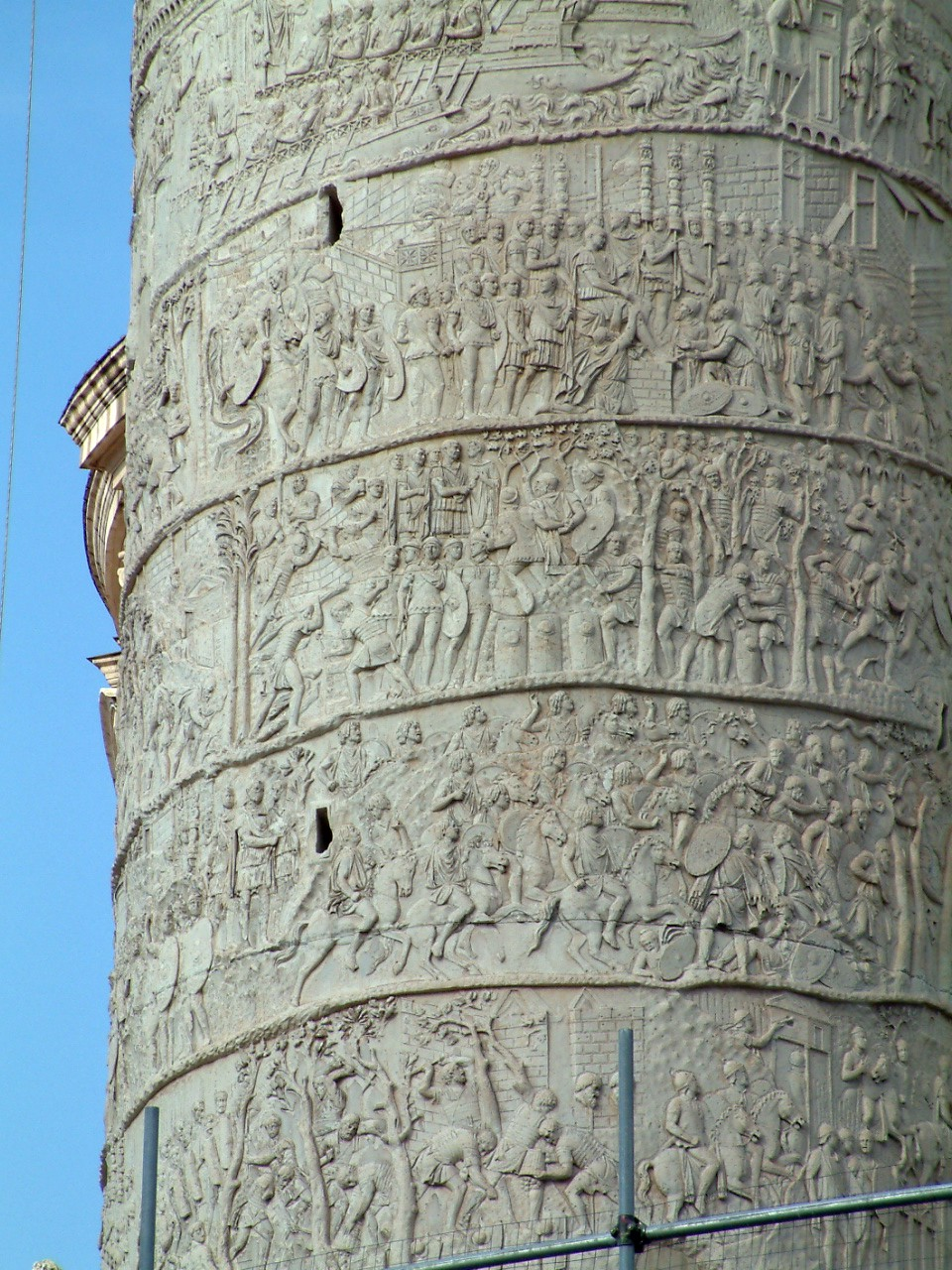
Một phần của Cột Traianus ở Roma, là một trong những đại diện cho các bằng chứng về trang thiết bị của các binh lính lê dương đế quốc La Mã còn sót lại trong tình trạng tốt

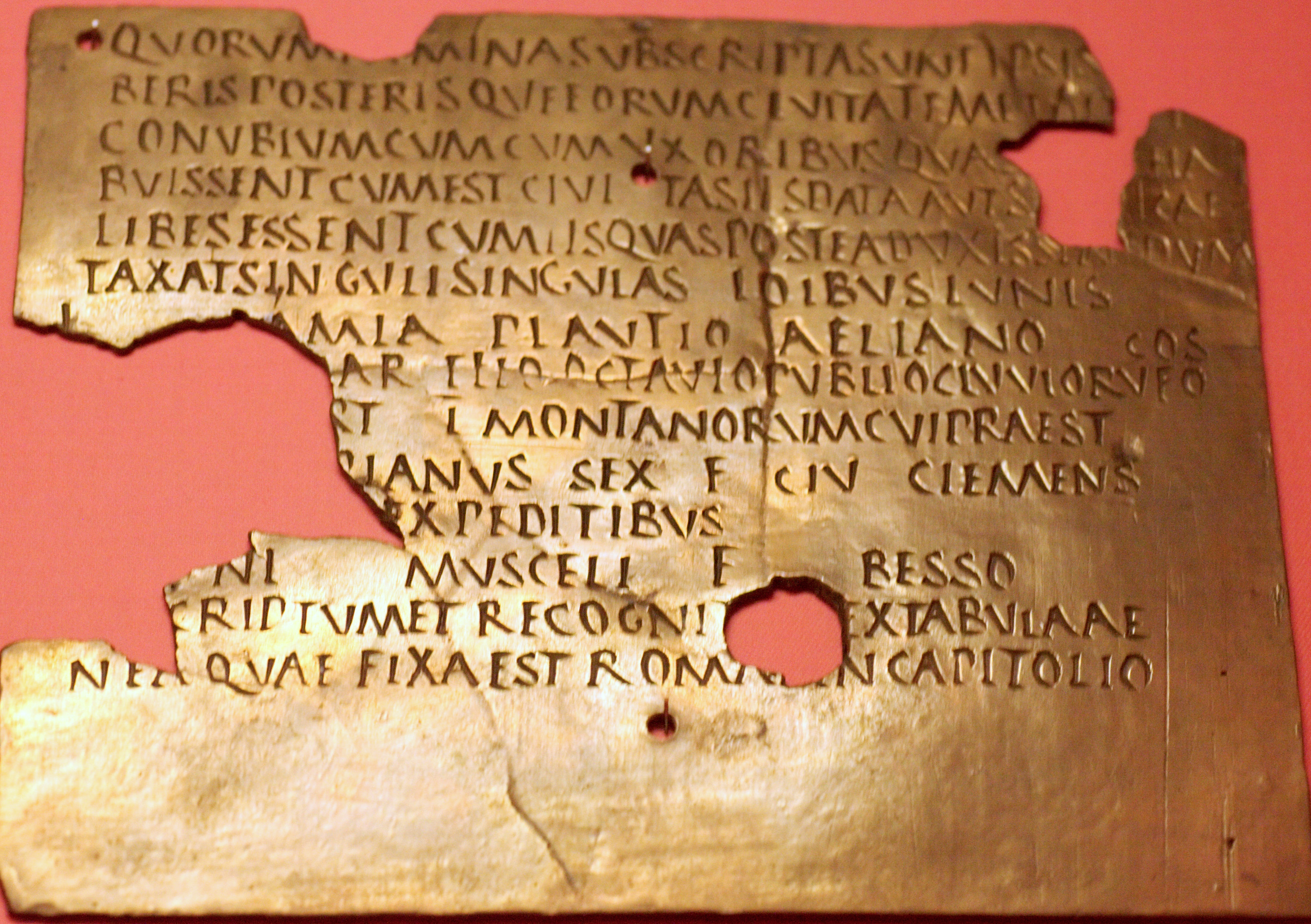
Mảnh còn sót lại của một văn bằng quân đội La Mã được tìm thấy tại Carnuntum tại tỉnh Noricum (Áo)

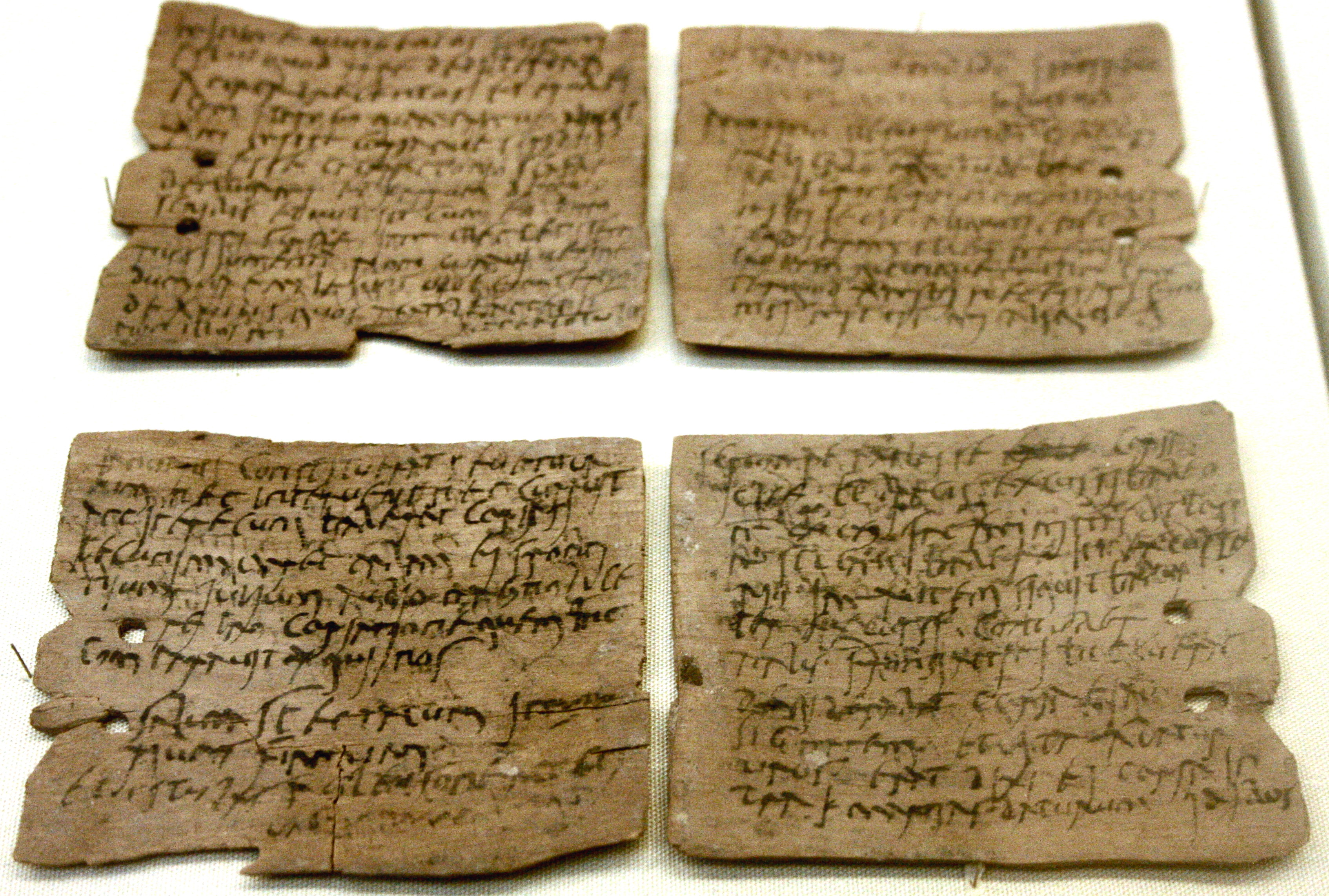
Một mẫu Bảng Vindolanda

Ngoại trừ đầu thế kỷ 1, các bằng chứng có tính chất văn học trong thời kỳ Nguyên thủ thực sự không đáng kể, có thể kể đến sự mất mát của một số lượng lớn các công trình nghiên cứu lịch sử đương thời. Từ cái nhìn về quân đội Đế quốc, các nguồn hữu ích thường được sử dụng nhiều nhất là: thứ nhất, các tác phẩm của tướng Gaius Julius Caesar như De Bello Gallico và De Bello Civili, bao gồm cuộc chinh phục xứ Gaul của mình (58-50 TCN) và cuộc nội chiến của ông chống lại kình địch Pompey (49-48 TCN) tương tự. Nói đúng ra, những cuộc chiến này đều diễn ra trước khi đế quốc La Mã được thành lập (bắt đầu từ năm 30 TCN), nhưng các chi tiết trong tác phẩm của Caesar mô tả thời gian cách giai đoạn đế quốc không xa, chúng đủ để cung cấp nhiều thông tin về cách tổ chức và chiến thuật vẫn còn liên quan đến các quân đoàn của đế quốc. Thứ hai, các tác phẩm của sử gia thời kỳ Đế quốc, Tacitus, viết khoảng năm 100 sau công nguyên. Đây là cuốn Annales, một biên niên sử của triều đại Julio-Claudian từ cái chết của người sáng lập, hoàng đế Augustus đến Nero (14-68 CN). Ngay cả điều này bị những khoảng trống lớn, chiếm khoảng một phần ba bản gốc, cuốn Historiae là phần tiếp theo của Annales, kéo dài cuốn biên niên đến cái chết của Domitianus (96 CN), trong đó chỉ có phần đầu tiên, có ghi chi tiết về cuộc nội chiến năm 68-9; và Agricola, một cuốn tiểu sử của cha vợ Tacitus, Gnaeus Julius Agricola, người từng làm thống đốc tỉnh Britannia (78-85 CN), người đã từng cố gắng chinh phục xứ Caledonia (Scotland) để sáp nhập vào La Mã. Nguồn văn học quan trọng thứ ba là De Re Militari, một luận thuyết về thực tiễn của quân đội La Mã của Vegetius, được viết vào khoảng năm 400 CN. Tác phẩm này có nhiều chi tiết hữu ích liên quan đến thời kỳ Nguyên thủ, nhưng những thông tin mà tác giả là không ghi ngày tháng và đôi khi không đáng tin cậy. Ngoài ra còn có các tác phẩm hữu ích là: Chiến tranh Do Thái của Josephus, các chi tiết về cuộc nổi dậy đầu tiên của người Do Thái vào năm 66-70 TCN được một trong những chỉ huy của người Do Thái kể lại, người đã đào thoát sang La Mã sau khi bị bắt, bài luận Acies contra Alanos (Ektaxis kata Alanon) bởi tác giả người Hy Lạp Arrianus, là thống đốc của tỉnh Cappadocia vào năm 135-138: tác phẩm mô tả một chiến dịch đẩy lùi một cuộc xâm lược vào tỉnh nhà bởi người Alan, một tộc người Iran sống ở khu vực Kavkaz. Nhưng hầu hết các nhà sử học La Mã thời bấy giờ đều chỉ có một cái nhìn rất hạn chế về các vấn đề của quân đội Đế quốc, vì các tác phẩm phần lớn chỉ mô tả các chiến dịch quân sự và nói rất ít về tổ chức quân đội, hậu cần và cuộc sống hàng ngày của binh lính. May mắn thay, các bằng chứng văn học ít ỏi và rời rạc đã được bổ sung bởi số lượng lớn chữ khắc trên đá và bằng chứng khảo cổ.
Quân đội Đế quốc La Mã là một tổ chức rất phức tạp. Các Hồ sơ tài chính tỉ mỉ đã được lưu giữ bởi các cornicularii (người giữ sách). Các hồ sơ chi tiết được lưu giữ trên tất cả các binh sĩ riêng lẻ và có bằng chứng về hệ thống nộp đơn. Ngay cả vấn đề nhỏ như việc binh sĩ yêu cầu praefectus của họ cho nghỉ phép (commeatus) cũng phải được gửi bằng văn bản.  Từ những bằng chứng được phát hiện tại Vindolanda, một pháo đài gần Trường thành Hadrianus, có thể được suy luận rằng chỉ tính riêng các đơn vị La Mã đồn trú ở tỉnh Britannia đã tạo ra hàng chục triệu trang tài liệu. Tuy nhiên, chỉ có một phần vô cùng nhỏ trong số tài liệu khổng lồ này đã sống sót, do sự phân hủy hữu cơ của các văn bản có chất lượng trung bình (gỗ, bảng sáp và giấy cói). Khu vực duy nhất của đế chế mà các tài liệu về quân đội còn tồn tại với số lượng đáng kể là Ai Cập, nơi có điều kiện đặc biệt khô đủ để ngăn chặn sự phân hủy. Giấy cói xuất xứ từ Ai Cập  thực sự là một nguồn sử liệu rất quan trọng cho nghiên cưu tổ chức và đời sống nội bộ của quân đội. Bảng sáp xứ Vindolanda, tài liệu ghi trên các tấm bảng bằng gỗ và bảo quản bằng các điều kiện thiếu oxy không bình thường, là một ngữ liệu hiếm hoi của tài liệu quân đội từ phía tây bắc của Đế chế. Chúng bao gồm một loạt thư từ và những bản ghi nhớ giữa các thành viên của ba trung đoàn phụ trợ đóng tại Vindolanda (85-122 CN). Chúng cung cấp một cái nhìn thoáng qua về giá trị của cuộc sống thực tế và các hoạt động của các đơn vị đồn trú ở một pháo đại phụ trợ.
Một số lượng lớn ngữ liệu đã được lưu giữ trên các vật liệu vô cơ như kim loại hoặc đá.
Có tầm quan trọng nổi bật là những bức phù điêu trên các tượng đài được dựng lên bởi hoàng đế để ghi lại những chiến công của mình. Ví dụ đáng chú ý nhất là cột Traianus tại Roma. Được xây dựng trong năm 112 để kỷ niệm cuộc chinh phạt xứ Dacia thành công (101-7) của chính Traianus, các phù điêu đã cung cấp chân dung toàn diện nhất và chi tiết về trang thiết bị của quân La Mã và thực tiễn hiện còn. Các ví dụ khác bao gồm Khải hoàn môn (xem Danh sách Khải hoàn môn La Mã). Một nguồn sử liệu lớn trên đá khác là các tấm bia mộ của những người lính La Mã được khai quật. Chúng thường có các phù điêu thể hiện các đối tượng trong trang phục chiến đấu cộng với một bản tóm tắt sự nghiệp của mình (tuổi tác, đơn vị phục vụ, quân hàm) được viết bằng chữ. Cũng rất quan trọng là nó đã thể hiện sự tâm huyết của người đi viếng mộ, và làm sáng tỏ niềm tin tôn giáo của họ.
Tài liệu kim loại đáng chú ý là văn bằng quân đội La Mã. Một văn bằng được viết trên một tấm bảng bằng đồng, được phát trong giai đoạn 50-212 CN (khi mà tất cả các cư dân tự do của đế chế La Mã đều được cấp quyền công dân) cho một người lính phụ trợ khi hết thời gian 25 năm tại ngũ của mình để chứng minh việc trao thưởng công dân đối với những người có chức quyền và gia đình của họ. Một lợi thế đặc biệt của văn bằng bằng đồng cho các sử gia là có thể xác định chính xác niên đại. Các văn bằng cũng thường liệt kê tên của một số đơn vị phụ trợ mà phục vụ trong cùng một tỉnh, đồng thời, dữ liệu quan trọng về việc triển khai các đơn vị phụ trợ ở các tỉnh khác nhau của đế quốc tại thời điểm khác nhau. Cũng thường được ghi là: Trung đoàn của người hưởng hoa lợi, tên chỉ huy trung đoàn, cấp bậc quân sự của người hưởng, tên của người thụ hưởng, tên của cha và nguồn gốc người hưởng (quốc gia, bộ lạc hay thành phố); tên của vợ người thụ hưởng và tên của cha và nguồn gốc cô ta và tên của đứa con được trao quyền công dân. Hơn 800 văn bằng đã được phục hồi, mặc dù hầu hết đều nằm trong tình trạng manh mún. (Tuy nhiên, đây chỉ là đại diện cho một phần vô cùng nhỏ trong số hàng trăm hàng ngàn văn bằng đã được ban hành. Ngoài sự ăn mòn tự nhiên, lý do chính cho tỷ lệ phục hồi thấp là do cuối thế kỷ 19, khi giá trị lịch sử của chúng đã được công nhận, những văn bằng thường bị nấu chảy do hạm lượng đồng chứa trong chúng - có lẽ phần lớn có lẽ các văn bằng bị nấu chảy đều xuất hiện sau năm 212).
Cuối cùng, một khối lượng thông tin đã được phát hiện sau khi một di chỉ khảo cổ được khai quật: Các pháo đài lê dương, pháo đài lính phụ trợ, trại diễu hành và các trạm báo hiệu khác nhau. Một ví dụ điển hình là pháo đài Vindolanda, nơi mà các cuộc khai quật bắt đầu vào những năm 1930 và tiếp tục trong năm 2012 (bởi cháu trai của người chỉ huy cuộc khai quật đầu tiên, Eric Birley). Cuộc khai quật này đã phát hiện ra chi tiết về bố cục và cơ sở vật chất của các trang di chỉ quân sự và những phần trang thiết bị quân sự còn sót.

## Quy mô quân đội và chi phí
Ước tính toàn cầu đầu tiên về quy mô của quân đội triều đình trong các tài liệu cổ là Annales của Tacitus. Vào năm 23, ngay sau khi Augustus băng hà, trên toàn đế quốc có cả thảy 25 quân đoàn (khoảng 125.000 người) và "cùng một số lượng quân trợ chiến tương tự" trong khoảng 250 trung đoàn.
Từ cơ bản gồm khoảng 250.000 quân lính, quân đội Đế quốc đã phát triển nhanh chóng trong thế kỷ 1 và 2, gần như gấp đôi kích thước tới 450.000 vào cuối thời Septimius Severus (211 CN). Số lượng các quân đoàn tăng lên đến 33, và trung đoàn phụ trợ thậm chí tăng lên đến hơn 400 trung đoàn. Quân đội dưới Severus có thể đạt đến kích thước đỉnh điểm trong giai đoạn Nguyên thủ (30 TCN - 284).
Sử gia Edward Gibbon ước tính rằng kích thước của quân đội La Mã "có lẽ là hình thành một lực lượng thường trực gồm 375.000 người" vào thời điểm mà lãnh thổ của Đế quốc rộng hơn bao giờ hết trong thời trị vì của Hoàng đế Hadrianus (cai trị 117-138). Ước tính này có thể chỉ bao gồm lính lê dương và quân trợ chiến của quân đội La Mã.
Vào cuối thế kỷ thứ 3, có khả năng là quân số sụt giảm mạnh về do cái gọi là "khủng hoảng thế kỷ thứ ba" (235-70) một khoảng thời gian của nhiều cuộc nội chiến, những cuộc xâm lược của người rợ và trên tất cả, là bởi cuộc dịch hạch Cyprian, một đợt bùng phát bệnh đậu mùa có thể đã loại bỏ càng nhiều như một phần ba binh lính đang tại ngũ. Có thể là, vào năm 270 CN, số lượng binh lính của quân đội không lớn hơn nhiều so với thởi điểm năm 24 CN. Từ điểm thấp này có vẻ như là con số đã tăng lên đáng kể, ít nhất một phần ba, dưới thời Diocletianus (cai trị 284-305): Joannes Lydus cho rằng, tại một thời điểm nào đó trong triều đại của ông, quân đội có 389.704 binh sĩ - phục hồi được sức mạnh tổng lực như dưới triều Hadrianus.
Những kích thước của quân đội La Mã có thể chính xác trong thời kỳ Nguyên thủ có thể được tóm tắt như sau:
| Quân đoàn       | Tiberius 24 CN | Hadrian kh. 130 CN | S. Severus 211 CN | Kết thúc KH¹ thế kỷ thứ 3 kh. 270 CN | Diocletianus 284–305 |
| --------------- | -------------- | ------------------ | ----------------- | ------------------------------------ | -------------------- |
| Lê dương        | 125,000        | 155,000            | 182,000           |                                      |                      |
| AUXILIA         | 125.000        | 218.000            | 250.000           |                                      |                      |
| Cận vệ Hoàng đế | ~~5.000        | ~~9.000            | ~10.000           |                                      |                      |
| Tổng cộng       | 255.000        | 382.000            | 442.000           | 290.000?                             | 390.000              |

Chú thích: Con số này dựa trên số lượng của các đơn vị chính thức (không thực tế) và loại trừ Hải quân La Mã gồm (30-40.000 quân sĩ) và người rợ foederati (tối thiểu 11.000).
1: KH = Khủng hoảng

## Các đơn vị quân chính quy

### Cận vệPraetoriani
Người kế nhiệm của Augustus, Tiberius (cai trị 14-37), đã bổ nhiệm chỉ huy duy nhất cho đội cận vệ Praetoriani: Sejanus 14-31, và Macro sau khi ông này bị chém vì bị kết tội phản quốc. Dưới sự ảnh hưởng của Sejanus, ai cũng hành động như cố vấn chính trị chính của ông, Tiberius quyết định tập trung nơi ăn nghỉ của tất cả các đội quân thuộc đội cận vệ Praetoriani thành một, cho xây dựng pháo đài quy mô cực to ở ngoại ô thành Roma, ngoài bức tường Servii. Được gọi là Castra Praetoria ("Doanh trại lính Praetoriani"), công việc xây dựng của nó được hoàn tất bởi 23 CN. Sau khi Tiberius băng hà, số lượng thái thú  trong nhiệm kỳ bình thường là hai, nhưng đôi khi chỉ có một hoặc thậm chí ba.
Vào 23 CN, có chín đội quân thuộc Cận vệ Praetoriani đang hiện diện.. Đây là có lẽ là kích thước tương tự như nhưng đội quân lê dương (480 người mỗi đội), với tổng số 4.320 binh sĩ. Mỗi đội được đặt dưới sự chỉ huy của một quan bảo dân, thông thường một cựu Centurio của một quân đoàn. Có vẻ như mỗi đội đều có chín mươi kỵ sĩ, cũng giống như kỵ binh lê dương, họ đều là thành viên của bộ binh centuriae, và được chia ra thành ba đội turmae, mỗi đội ba mươi người. Số lượng đội quân Cận vệ Praetoriani tăng lên đến con số mười hai đến dưới thời Claudius. Trong cuộc nội chiến 68-9, Vitellius đã giải tán đội quân hiện tại bởi vì ông không tin tưởng vào sự trung thành của họ và tuyển dụng 16 đội mới, số quân mỗi đội đều được tăng lên gấp đôi (tức là có chứa 800 người mỗi đội). Tuy nhiên, vào thời Vespasianus (cai trị 69-79), số đội giảm xuống chỉ còn chín như ban đầu (nhưng vẫn còn 800 người mỗi đội), sau đó tăng lên đến mười người dưới thời con trai ông, Domitianus (cai trị 81-96). Do đó, vào thời điểm này số quân lính tăng lên đến cỡ khoảng 8.000 người.
Có thể là Traianus (cai trị 98-117) đã thiết lập một đội kỵ binh riêng biệt trực thuộc quân Cận vệ, đội equites singulares Augusti ("Kỵ binh riêng của hoàng đế"). Một đội quân ưu tú tuyển chọn các alae tốt nhất tự đội quân phụ trợ (chỉ alae có nguồn gốc từ Batavi), singulares được giao nhiệm vụ hộ tống các hoàng đế trên chiến trường. Các đơn vị đã được tổ chức như một ala quân sự, có thể chứa tới 720 kỵ binh. Nằm dưới sự chỉ huy của một quan bảo dân, những người có thể báo cáo một trong các vị thái thú của cận vệ Praetoriani. Đây chỉ là trung đoàn Praetoriani duy nhất tiếp nhận những nhưng người lúc sinh ra chưa được cấp quyền công dân, tân binh được cấp quyền công dân ngay sau khi nhập ngũ và không cần phải hoàn thành 25 năm tại ngũ như đối với nhưng quân trợ chiến khác. Địa bàn chính của đơn vị được đặt tại doanh trại riếng trên đồi Caelian, tách biệt với Castra Praetoria. Đến thời điểm Hadrianus (cai trị 117-38), số lượng singulares đạt đến 1.000. Số lượng tiếp tục mở rộng đến 2.000 nhân mã trong những năm đầu thế kỷ thứ 3, dưới triều Septimius Severus, người đã xây dựng mới, căn cứ lớn hơn cho họ tại Roma, Castra nova equitum singularium. Bởi vậy, con số khoảng 9.000 binh sĩ vào năm 100 đã tăng lên khoảng 10.000 dưới thời Severus.